# Cancer provoqué par les amines aromatiques
Cet article décrit les critères administratifs pour qu'un cancer provoqué par les amines aromatiques soit reconnue comme maladie professionnelle.
Cet article relève du domaine de la législation sur la protection sociale et a un caractère davantage  juridique que médical. Sont concernées des substances limitativement énumérées comme la 4-aminobiphényle, la benzidine et la 2-naphtylamine.

## Législation enFrance

### Régime général
| Fiche Maladie Professionnelle | Fiche Maladie Professionnelle | Fiche Maladie Professionnelle |
| Ce tableau définit les critères à prendre en compte pour qu'une tumeur de la vessie provoquée par les amines aromatiques soit prise en charge au titre de la maladie professionnelle | Ce tableau définit les critères à prendre en compte pour qu'une tumeur de la vessie provoquée par les amines aromatiques soit prise en charge au titre de la maladie professionnelle | Ce tableau définit les critères à prendre en compte pour qu'une tumeur de la vessie provoquée par les amines aromatiques soit prise en charge au titre de la maladie professionnelle |
| Régime Général.Date de création : 10 novembre 1995 | Régime Général.Date de création : 10 novembre 1995 | Régime Général.Date de création : 10 novembre 1995 |
| Tableau no 15 ter RG | Tableau no 15 ter RG | Tableau no 15 ter RG |
| LESIONS PROLIFERATIVES DE LA VESSIE PROVOQUEES PAR LES AMINES AROMATIQUES ET LEURS SELS ET LA N-NITROSODIBUTYLAMINE ET SES SELS                                                      | LESIONS PROLIFERATIVES DE LA VESSIE PROVOQUEES PAR LES AMINES AROMATIQUES ET LEURS SELS ET LA N-NITROSODIBUTYLAMINE ET SES SELS                                                      | LESIONS PROLIFERATIVES DE LA VESSIE PROVOQUEES PAR LES AMINES AROMATIQUES ET LEURS SELS ET LA N-NITROSODIBUTYLAMINE ET SES SELS |
| --- | --- | --- |
| Désignation des Maladies | Délai de prise en charge | Liste indicative des principaux travaux susceptibles de provoquer ces maladies |
| - A - Lésions primitives de l'épithélium vésical confirmées par examen histo-pathologique ou cytopathologique - lésions malignes ; - tumeurs bénignes.                               | 30 ans sous réserve d'une durée d'exposition de 5 ans. | Fabrication, emploi, manipulation exposant à des produits comportant l'apparition à l'état libre des substances limitativement énumérées ci-après : - 4-aminobiphényle et sels (xénylamine) ; - 4,4'-diaminobiphényle et sels (benzidine) ; - 2-naphtylamine et sels ; - 4,4'-méthylène bis(2 chloroaniline) et sels (MBOCA dite MOCA). |
| - B - Lésions primitives de l'épithélium vésical confirmées par examen histo-pathologique ou cyto-pathologique - lésions malignes ; - tumeurs bénignes.                              | 30 ans sous réserve d'une durée d'exposition de 10 ans | Fabrication, emploi, manipulation exposant à des produits comportant l'apparition à l'état libre des substances limitativement énuméréres ci-après : - 3,3'-diméthoxybenzidine et sels (o-dianisidine) ; - 3,3'-diméthylbenzidine et sels (o-toluidine) ; - 2-méthylaniline et sels (o-toluidine) ; - 4,4'-méthylène bis(2-méthylaniline) et sels (ditolylbase) ; - Para -, chloro-, ortho-toluidine et sels ; - Auramine (qualité technique) ; - Colorants dérivés de la benzidine : direct black 38, direct blue 6, direct brown 95 ; - N-nitroso-dibutylamine et ses sels. |
| Date de mise à jour : | | |

## Sources spécifiques
- (fr) Tableau N° 15 Ter des maladies professionnelles du régime Général

## Sources générales
- (fr) Tableaux du régime Général sur le site de l’AIMT
- (fr) Tous les tableaux du régime Général
- (fr) Tous les tableaux du régime Agricole
- (fr) Guide des maladies professionnelles sur le site de l’INRS

## Autres liens
- (fr) Maladies à caractère professionnel

## Internationalisation
- (fr) Liste Européenne des maladies professionnelles
- (fr) Liste des maladies professionnelles au Sénégal
- (fr) Liste des maladies professionnelles en Tunisie